# Rome (Adams)
Rome es un pueblo ubicado en el condado de Adams en el estado estadounidense de Wisconsin. En el Censo de 2010 tenía una población de 2.720 habitantes y una densidad poblacional de 16,86 personas por km².

## Geografía
Rome se encuentra ubicado en las coordenadas 44°12′16″N 89°48′52″O / 44.20444, -89.81444. Según la Oficina del Censo de los Estados Unidos, Rome tiene una superficie total de 161.35 km², de la cual 140.16 km² corresponden a tierra firme y (13.13%) 21.19 km² es agua.

## Demografía
Según el censo de 2010, había 2.720 personas residiendo en Rome. La densidad de población era de 16,86 hab./km². De los 2.720 habitantes, Rome estaba compuesto por el 98.31% blancos, el 0.11% eran afroamericanos, el 0.33% eran amerindios, el 0.51% eran asiáticos, el 0.04% eran isleños del Pacífico, el 0.18% eran de otras razas y el 0.51% pertenecían a dos o más razas. Del total de la población el 0.63% eran hispanos o latinos de cualquier raza.